# Angryginge
Morgan Burtwistle, nascido a 13 de novembro de 2001, mais conhecido como Angryginge ou Angryginge13, é um streamer e YouTuber inglês do Twitch que é conhecido principalmente por criar conteúdo sobre FIFA e futebol . Em maio de 2025, ele tinha mais de 1,2 Milhões de seguidores no Twitch e 802 mil inscritos no YouTube. Ele foi indicado para Melhor Streamer de Desportos no Streamer Awards de 2024. Também é conhecido pela sua aparição como concorrente na série "Inside", um reality show de competição .

## Infância
Morgan Burtwistle nasceu a 13 de novembro de 2001 em Salford, Grande Manchester, na Inglaterra. Ele cresceu em Eccles, tendo vivido em casas sociais .

## Carreira

### 2020–2022: Início de carreira e popularidade inicial
Burtwistle criou a sua conta no Twitch em outubro de 2020 e começou a transmitir a sua «gameplay» do jogo FIFA . Numa entrevista em dezembro de 2024, ele citou o colega «streamer» da FIFA Castro1021 como a sua principal inspiração para começar a transmitir os jogos. Na sua primeira transmissão, ele conseguiu atingir o pico de 40 espectadores a vê-lo a jogar FIFA e conseguiu uma média de seis ou sete espectadores.
Mais tarde, fez uma pausa no streaming por uns quatro a cinco meses. Quando voltou ao streaming, em março de 2021, desta vez a fazer a transição do streaming de meio período para o de tempo integral. Mais tarde naquele ano, começou a criar conteúdo para TikTok, o que aumentou o seu número de seguidores. Ele criou a sua conta no YouTube em setembro de 2021 e começou a publicar a sua gameplay do FIFA 22 em outubro de 2021.

### 2023–presente: conteúdo de futebol, reality show e popularidade no mainstream
A 9 de setembro de 2023, ele jogou no jogo beneficente de futebol Sidemen, realizada no Estádio de Londres, onde jogou pela equipa Sidemen FC .
A 23 de fevereiro de 2024, Burtwistle participou do "Match for Hope 2024", uma partida beneficente de futebol realizada no Estádio Ahmad Bin Ali, no Catar, onde jogou pelo time Chunkz . Em março de 2024, Burtwistle e seu colega YouTuber britânico Yung Filly fundaram um clube profissional do EA Sports FC 24 chamado "Girth n Turf". O clube mais tarde ganhou popularidade online e mais tarde seria acompanhado por outros criadores de conteúdo, como IShowSpeed e Behzinga . Mais tarde, em abril de 2024, o clube ganhou atenção da mídia quando o jogador profissional de dardos Luke Littler e o ex-jogador de futebol inglês Wayne Rooney se juntaram ao clube.
A 2 de junho de 2024, Burtwistle jogou numa partida beneficente de futebol organizada pelo grupo britânico do YouTube Beta Squad e pelo grupo americano do YouTube AMP no Selhurst Park, Londres, Inglaterra, onde jogou pelo time Beta Squad. O evento arrecadou dinheiro para o The Water Project. No mesmo mês, participou como concorrente de um reality show criado e apresentado pelos Sidemen chamado Inside .
Em outubro de 2024, ele iniciou uma nova série no YouTube chamada "We are Yanited", onde assumiu e começou a administrar o Winton Wanderers Yanited FC, um clube de futebol sub-18, e tentou liderar o time pela Divisão 1 da Liga Sub-18 de Bolton Bury & District. Em 5 de dezembro de 2024, ele se juntou como jogador ao Red Bull esports . Mais tarde, em 7 de dezembro de 2024, ele foi indicado como Melhor Streamer de Esportes no Streamer Awards de 2024.
A 14 de fevereiro de 2025, Burtwistle participou no "Match for Hope 2025", um evento beneficente de futebol realizado em Doha, no Catar, como jogador do time AboFlah & KSI, enfrentando o time Chunkz & IShowSpeed. A partida terminou com a vitória do time AboFlah e KSI por 6 a 5 sobre o time Chunkz e IShowSpeed. O evento conseguiu arrecadar mais de US$ 10,7 milhões para caridade.
A 8 de março de 2025, Burtwistle participou do Sidemen Charity Match de 2025, realizado no Estádio de Wembley em Londres, Reino Unido, desta vez jogando pelo time YouTube Allstars. Ele conseguiu marcar um gol aos 58 minutos. Em 4 de maio de 2025, ele participou do "Big Charity Bash", uma partida de futebol beneficente organizada pelo Sheffield United para arrecadar fundos para o apelo do simulador de ressonância magnética da Weston Park Cancer Charity, jogando como parte do Team Sky Sports enfrentando o time do Sheffield United 2016-17.

## Outros empreendimentos

### Baller League Reino Unido
Em novembro de 2024, foi anunciado que Burtwistle comandaria uma das 12 equipas da próxima Baller League UK, uma competição de futebol de seis jogadores que seria transmitida pela Sky Sports . Em março de 2025, foi revelado que Burtwistle comandaria uma equipe chamada Yanited. A equipe venceu sua primeira partida em 24 de março de 2025, derrotando o N5 FC por 7–2.

## Vida pessoal
Burtwistle é um adepto de longa data do clube inglês de futebol Manchester United, tendo aparecido na campanha promocional do clube para o kit da temporada 2024-25. Ele idolatrava o ex-jogador do Manchester United Wayne Rooney enquanto criança.

## Filmografia
| Ano  | Título | Papel       | Rede                    | Notas   | Ref.   |
| ---- | ------ | ----------- | ----------------------- | ------- | ------ |
| 2024 | Inside | Concorrente | YouTube; Side+; Netflix | Série 1 | [ 18 ] |

| Ano           | Título           | Papel     | Rede           | Notas                             | Ref.   |
| ------------- | ---------------- | --------- | -------------- | --------------------------------- | ------ |
| 2025–presente | Baller League UK | Ele mesmo | Sky Sports Mix | Liga de futebol de seis jogadores | [ 31 ] |

## Prémios e indicações
| Ano  | Cerimônia           | Categoria                                                                                          | Resultado | Ref. |
| ---- | ------------------- | -------------------------------------------------------------------------------------------------- | --------- | ---- |
| 2024 | Os Prêmios Streamer | style="text-align:center;background: #ffdddd;vertical-align: middle;" class="table-no2"\| Indicado | [ 21 ]    |      |